# 23 martie
ianuarie • februarie • martie  • aprilie  • mai  • iunie  • iulie  • august  • septembrie  • octombrie  • noiembrie  • decembrie
23 martie este a 82-a zi a calendarului gregorian și ziua a 83-a în anii bisecți. Mai sunt 283 de zile până la sfârșitul anului.

## Evenimente

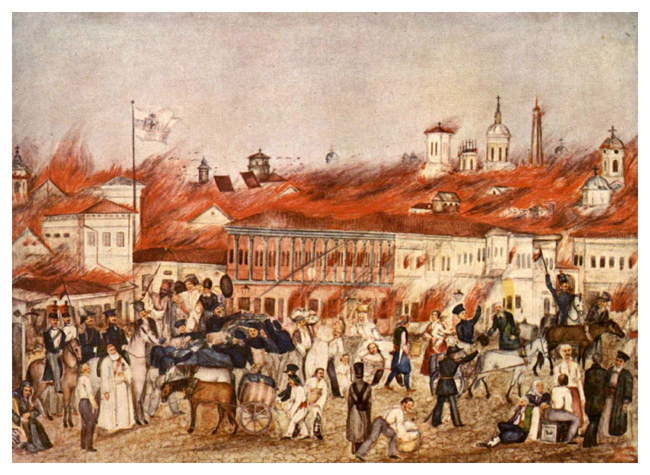
1847: Un incendiu uriaș distruge 20% din orașul București

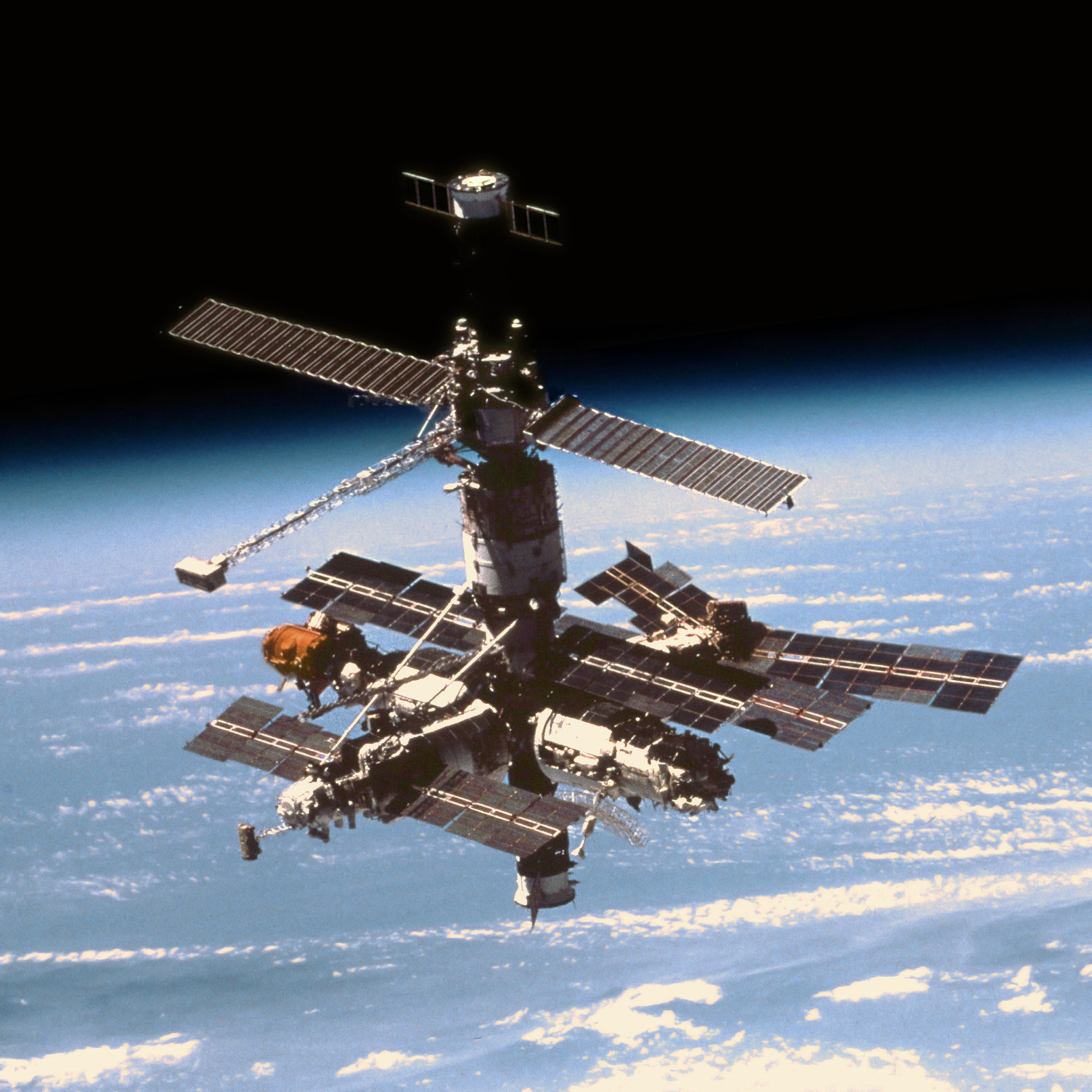
2001: Stația Spațială Mir, cântărind 140 de tone, s-a dezintegrat în atmosferă, deasupra Pacificului de sud, încheind cei 15 ani de orbitare în jurul Pământului.

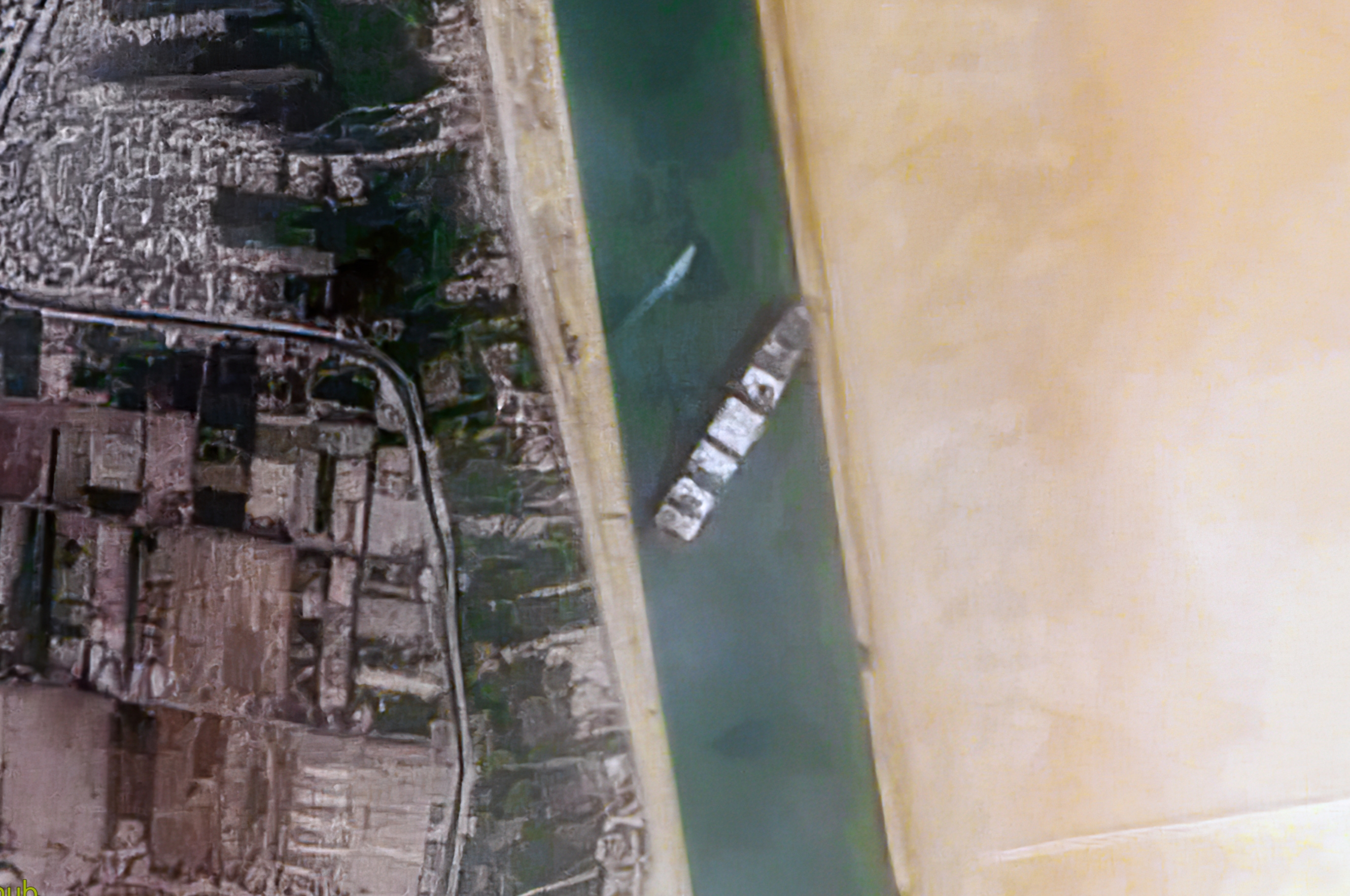
2021: Ever Given, o navă taiwaneză de 400 de metri lungime și 59 lățime a eșuat de-a latul Canalului de Suez din cauza vântului puternic blocând total traficul maritim în zonă.

- 0752: Ștefan al II-lea devine papă. A murit trei zile mai târziu, înainte să fie consacrat și nu se află pe lista oficială de papi a Vaticanului.
- 1801: Țarul Pavel I al Rusiei este asasinat de ofițeri nobili în dormitorul său din Palatul Sf. Mihail din Sankt Petersburg. Fiul său, Alexandru I al Rusiei, îi urmează la tron.
- 1821: Revoluția de la 1821: Se ajunge la un acord cu boierii rămași în București (jurămîntul reciproc de credință). În virtutea acestuia Tudor Vladimirescu recunoaște vremelnica stăpânire a țării, alcătuită din boieri. Astfel are loc legitimarea acțiunilor lui Tudor.
- 1821: Războiul de Independență al Greciei: Bătălia și căderea orașului Kalamata.
- 1839: Utilizarea lui OK ca abreviere pentru oll korrect este documentată pentru prima dată în ziarul american  Boston Morning Post.[1]
- 1847: Un incendiu uriaș distruge 20% din orașul București.
- 1898: Se adoptă Legea învățământului secundar și superior, elaborată de Spiru Haret și Constantin Dimitrescu-Iași, care instituie învățământul secundar de opt clase, în două cicluri (inferior și superior) și în secții (modernă, reală și clasică), gimnazii și școli normale și organizează mai temeinic învățământul superior.
- 1917: Proclamația regelui Ferdinand I, prin care se promite pământ și vot universal.
- 1919: Benito Mussolini fondează, la Milano, „Fasci di Combattimento" (Partidul Fascist Italian).
- 1921: Crearea Reichswehr-ului, armata Republicii de la Weimar.
- 1933: Reichstagul adoptă o lege prin care se acorda guvernului lui Hitler împuterniciri speciale.
- 1939: Semnarea Acordului economic româno-german, Tratatul asupra promovării raporturilor economice dintre Regatul României și Reichul German, care deschidea calea subordonării economiei românești intereselor politicii hitleriste.
- 1942: Al Doilea Război Mondial: În Oceanul Indian, forțele japoneze capturează Insulele Andaman.
- 1944: Al Doilea Război Mondial: Atentatul de pe Via Rasella, Roma.
- 1945: Legiferarea reformei agrare. Au fost expropriate proprietățile mai mari de 50 ha, fiind împroprietărite peste 900.000 de familii de țărani.
- 1956: Pakistanul devine prima republică islamică din lume. Ziua națională.
- 1968: În încercarea de a calma neliniștile statelor membre ale Tratatului de la Varșovia, Alexander Dubček, la întâlnirea de la Dresda, a dat asigurări secretarului general al PCUS, Leonid Brejnev, președintelui Consiliului de Miniștri al URSS, Alexei Kosîghin, altor lideri ai țărilor membre, că mișcarea Primăvara de la Praga nu va modifica poziția Cehoslovaciei în blocul estic.
- 1983: Propunerea președintelui american Ronald Reagan de a realiza un sistem de apărare antirachetă cu bază în spațiu, cu ajutorul unor noi tehnologii, Initiațiva de Apărare Strategică, supranumită și războiul stelelor.
- 1983: Are loc primul zbor internațional pe ruta București - Londra al primului avion de pasageri produs în România, RomBac 1 - 11.
- 1998: Pelicula „Titanic" a adunat nu mai puțin de 11 trofee Oscar, egalând filmul „Ben-Hur", care stabilise recordul pentru cele mai multe premii câștigate.
- 1999: Javier Solana, secretar general al NATO, dă ordinul de lansare a operațiunilor aeriene în Republica Federală a Iugoslaviei. Președintele american Bill Clinton a declarat: superputerea mondială trebuie să se îndrepte împotriva purificărilor etnice.
- 2001: Sculptorului Ion Irimescu i-a fost decernat Premiul pentru Excelență în Cultura Română.
- 2001: Stația orbitală MIR, cântărind 140 de tone, s-a dezintegrat în atmosferă, deasupra Pacificului de sud, încheind cei 15 ani de orbitare în jurul Pământului.
- 2021: Ever Given, o navă taiwaneză de 400 de metri lungime și 59 lățime a eșuat de-a latul Canalului de Suez din cauza vântului puternic blocând total traficul maritim în zonă.[2] Nava este eliberată în cele din urmă la 29 martie, șase zile mai târziu.[3]

## Nașteri
- 1430: Margareta de Anjou, regină consort a regelui Henric al VI-lea al Angliei (d. 1482)
- 1732: Marie Adélaïde a Franței, fiică a regelui Ludovic al XV-lea al Franței (d. 1800)
- 1748: Benito Espinós, pictor spaniol (d. 1818)
- 1749: Pierre Simon Laplace, astronom, matematician, fizician francez (d. 1827)
- 1769: William Smith, geolog englez (d. 1839)
- 1809: Hippolyte Flandrin, pictor francez (d. 1864)
- 1810: Alfred de Dreux, pictor francez (d. 1860)
- 1813: Cezar Bolliac, poet român (d. 1881)
- 1844: Eugène Gigout, compozitor și organist francez (d. 1925)
- 1847: Alexandru D. Xenopol, istoric, filosof, critic literar român (d. 1920)
- 1857: Alphonse Osbert, pictor francez (d. 1939)
- 1881: Roger Martin du Gard, scriitor francez, laureat al Premiului Nobel (d. 1958)
- 1881: Hermann Staudinger, chimist german, laureat al Premiului Nobel (d. 1965)

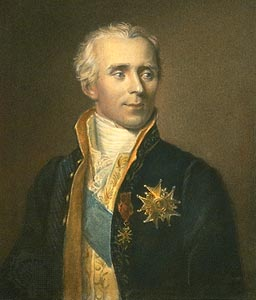
Pierre Simon Laplace, astronom, matematician, fizician francez
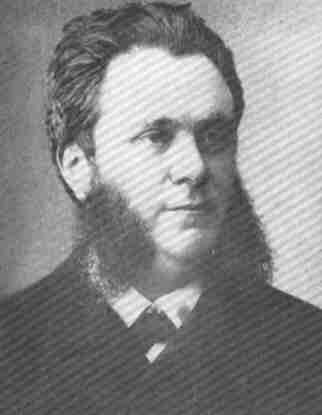
Alexandru D. Xenopol, istoric, filosof, critic literar român
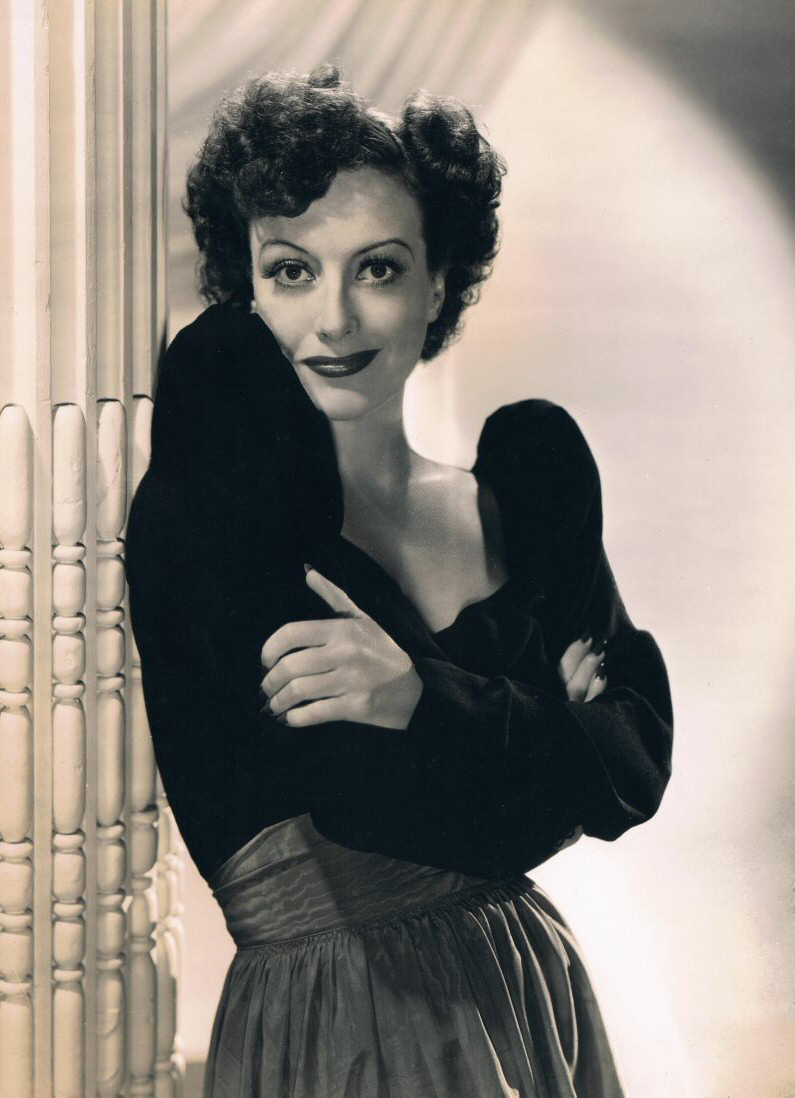
Joan Crawford, actriță americană

- 1882: Romulus Cioflec, prozator și publicist român (d. 1955)
- 1885: Duiliu Marcu, arhitect și urbanist român (d. 1966)
- 1887: Juan Gris, pictor spaniol (d. 1927)
- 1887: Josef Čapek, artist ceh (d. 1945)
- 1889: Gheorghe Banu, medic igenist român, ministru al sănătății (d. 1957)
- 1903: Alejandro Casona, dramaturg și poet spaniol (d. 1965)
- 1905: Joan Crawford, actriță americană (d. 1977)
- 1910: Akira Kurosawa, regizor japonez de film (d. 1998)
- 1912: Wernher von Braun, inginer aerospațial germano-american și arhitect spațial (d. 1977)
- 1936: Adrian Vasilescu, economist român
- 1942: Michael Haneke, regizor austriac
- 1943: Valentin Ciucă, critic de artă și eseist român
- 1947: Vasile Popa, actor și cascador român (d. 2021)
- 1949: Mircea Vintilă, muzician român
- 1952: Kim Stanley Robinson, scriitor american de science fiction

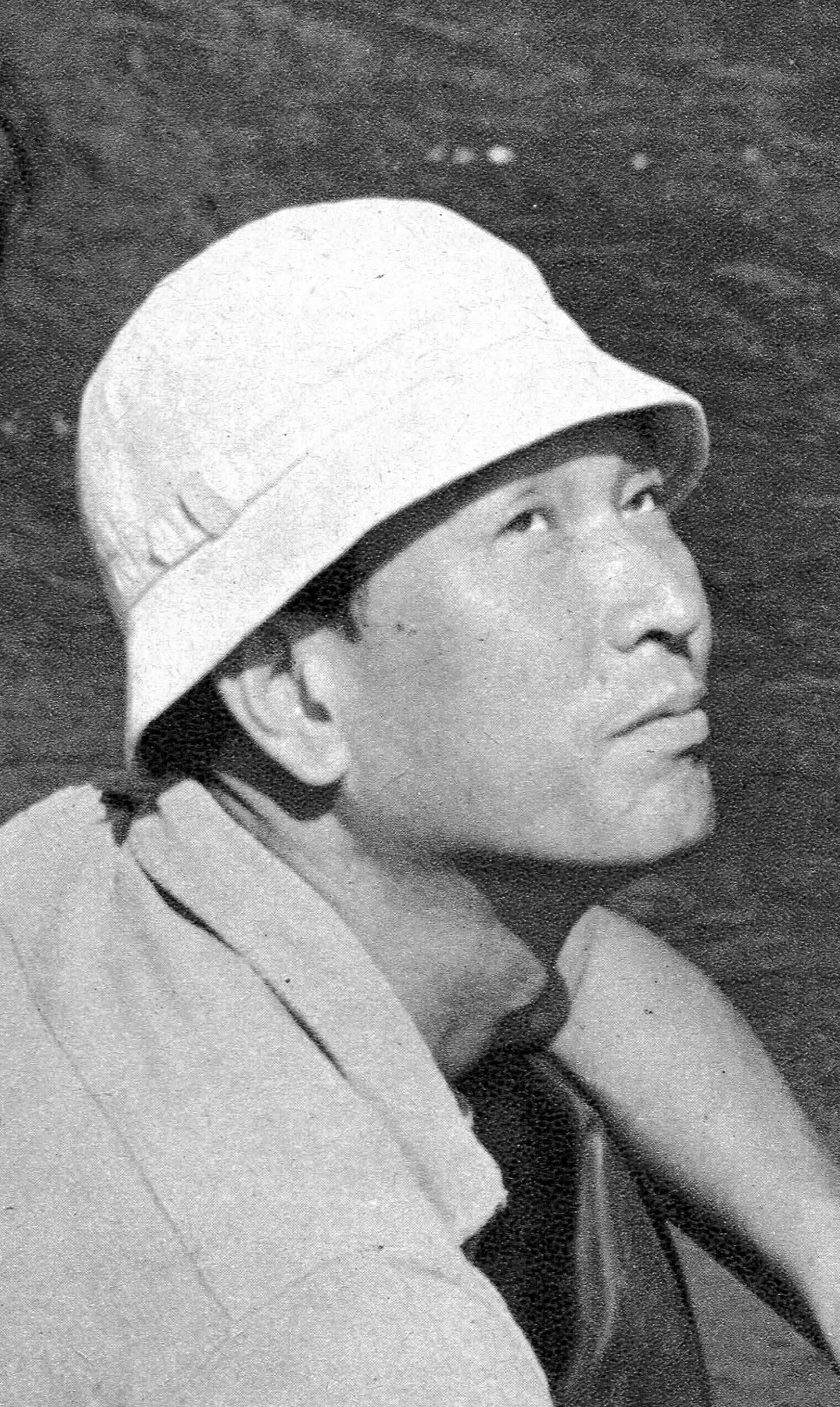
Akira Kurosawa, regizor japonez
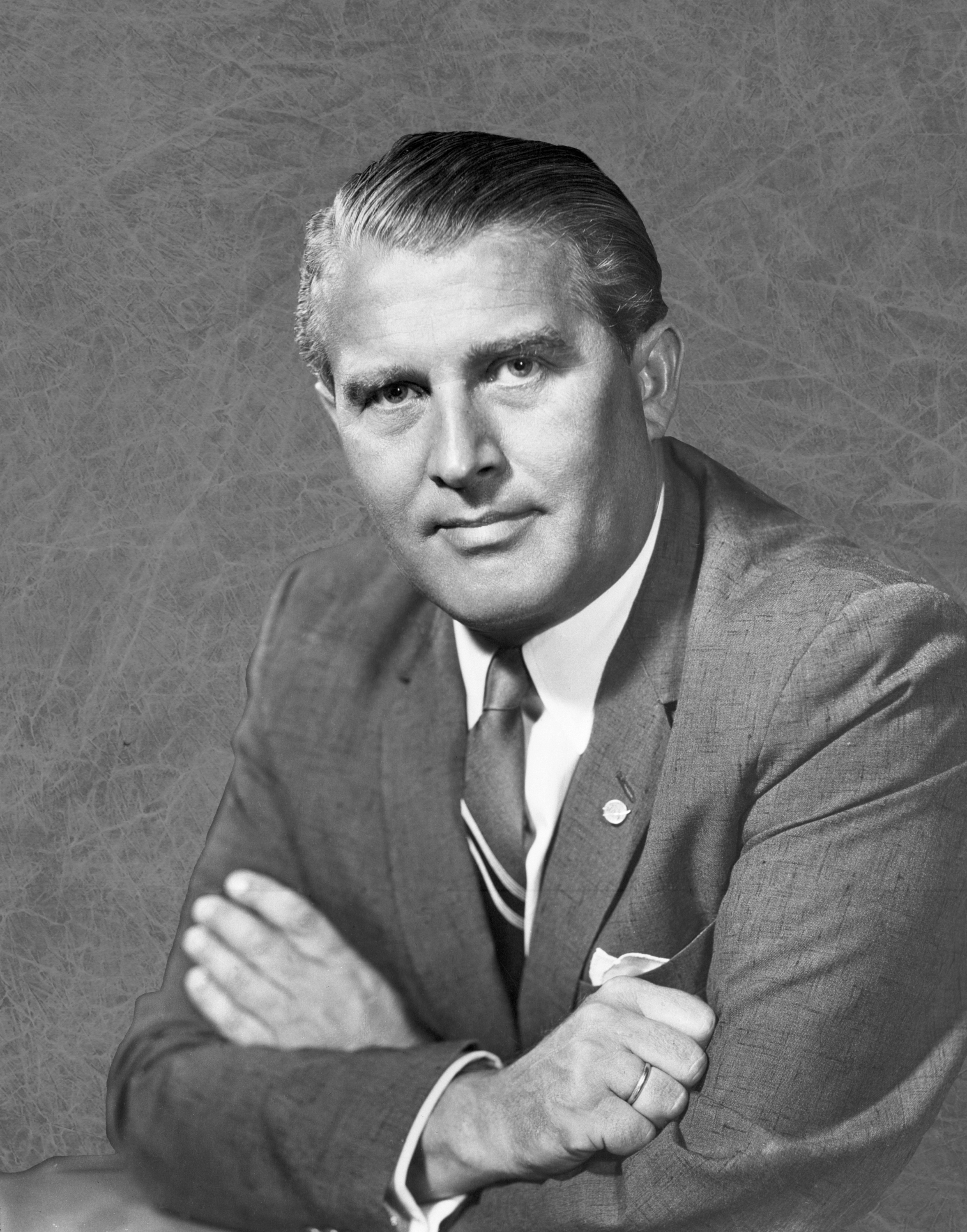
Wernher von Braun, inginer aerospațial germano-american
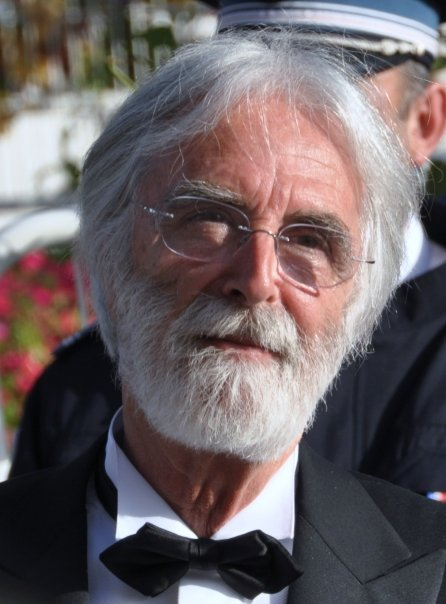
Michael Haneke, regizor austriac

- 1956: José Manuel Barroso, politician portughez, prim-ministru al Portugaliei, președinte al Comisiei Europene
- 1970: Daniela Șontică, jurnalistă, poetă
- 1971: Leszek Możdżer, pianist polonez de jazz
- 1972: Daniel Prodan, fotbalist român (d. 2016)
- 1973: Jerzy Dudek, fotbalist polonez
- 1973: Bojana Radulović,  handbalistă iugoslavă
- 1976: Michelle Monaghan, actriță americană
- 1977: Daniel Espinosa, regizor de film suedez de origine chiliană
- 1980: Ryan Day, jucător galez de snooker
- 1985: Marina Dmitrović, handbalistă sârbă
- 1990: Jaime Alguersuari, pilot spaniol de curse
- 1990: Prințesa Eugenie de York, nepoata reginei Elisabeta a II-a a Regatului Unit
- 1996: Alexander Albon, pilot thailandez de Formula 1

## Decese
- 1555: Papa Iuliu al III-lea (n. 1487)
- 1620: Radu Șerban, domn al Țării Românești
- 1680: Nicolas Fouquet, om de stat francez (n. 1615)
- 1730: Karl I, Landgraf de Hesse-Kassel (n. 1654)
- 1732: Frederic al II-lea, Duce de Saxa-Gotha-Altenburg (n. 1676)
- 1801: Pavel I al Rusiei, țar (n. 1754)
- 1813: Prințesa Augusta a Marii Britanii, Ducesă de Brunswick-Wolfenbüttel (n. 1737)
- 1818: Benito Espinós, pictor spaniol (n. 1748)

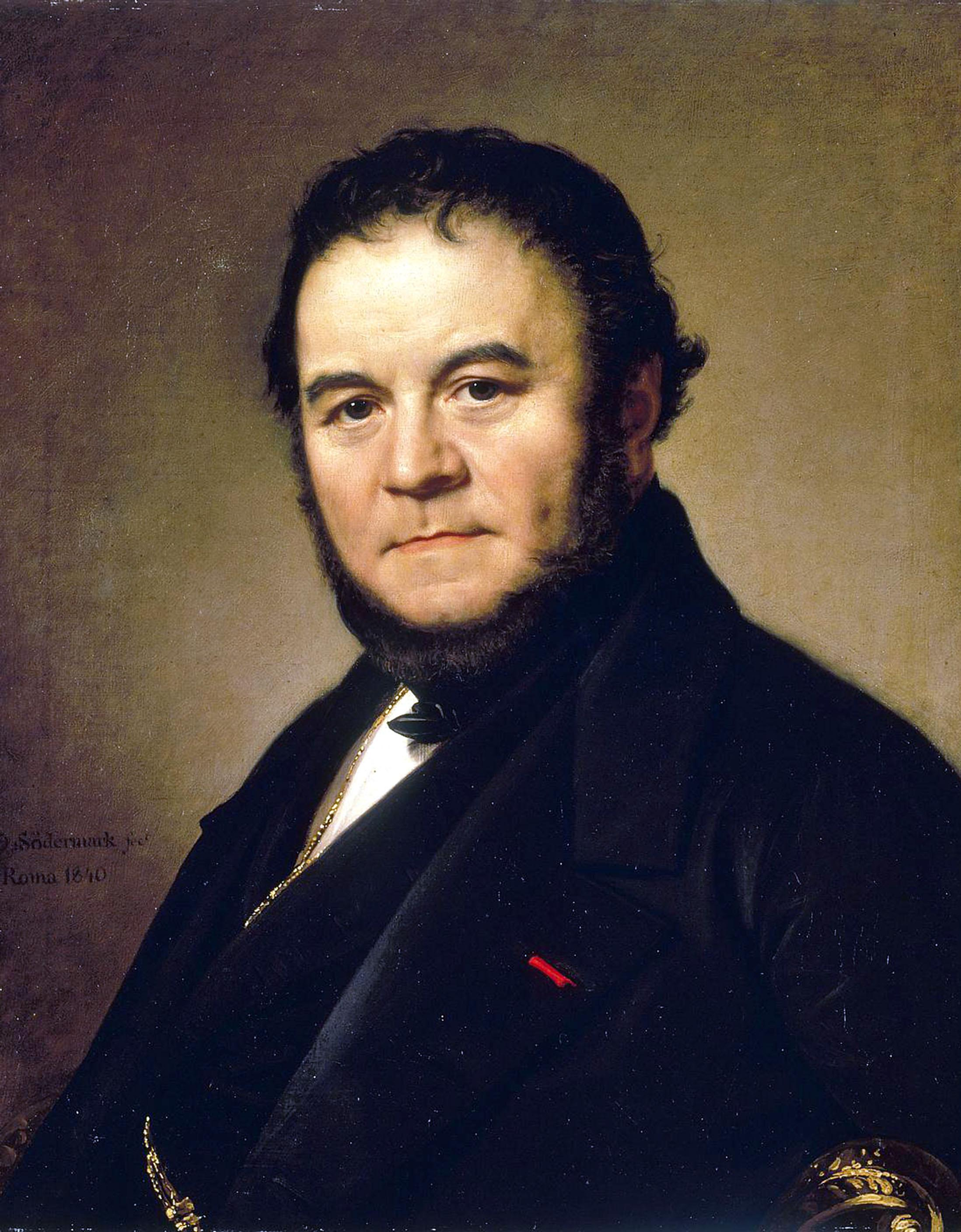
Stendhal, scriitor francez
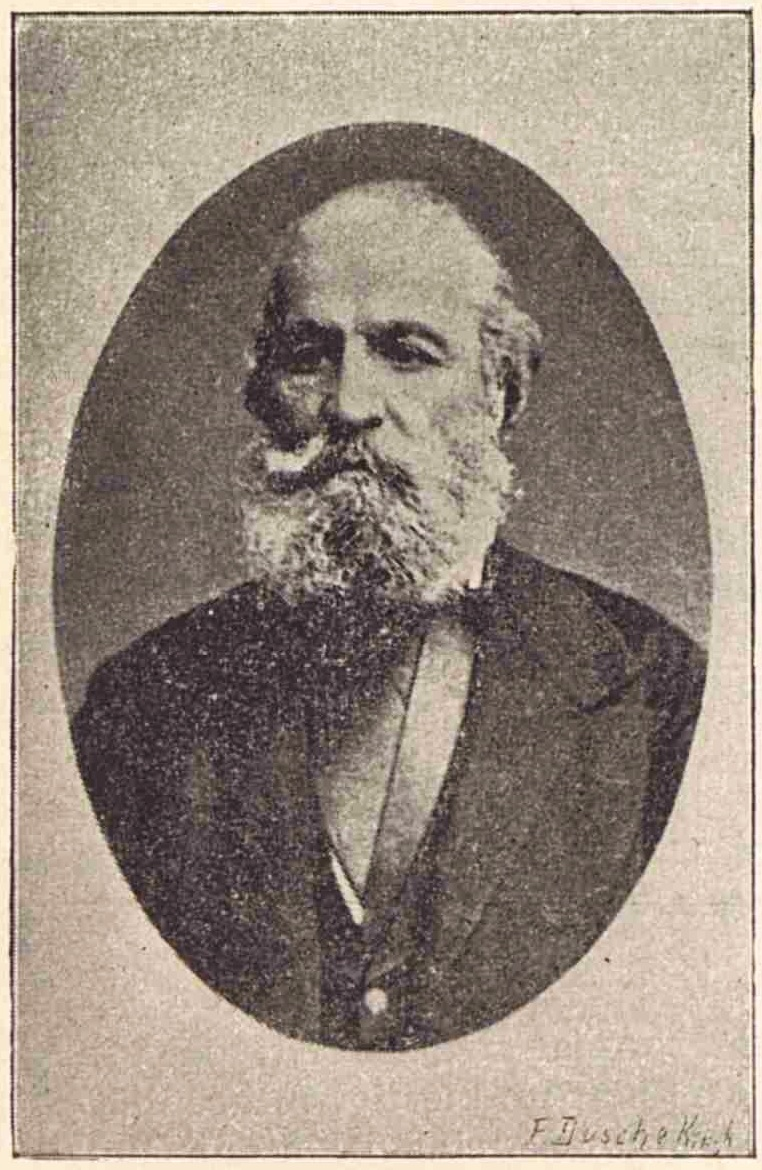
Gheorghe Magheru, comandant militar român
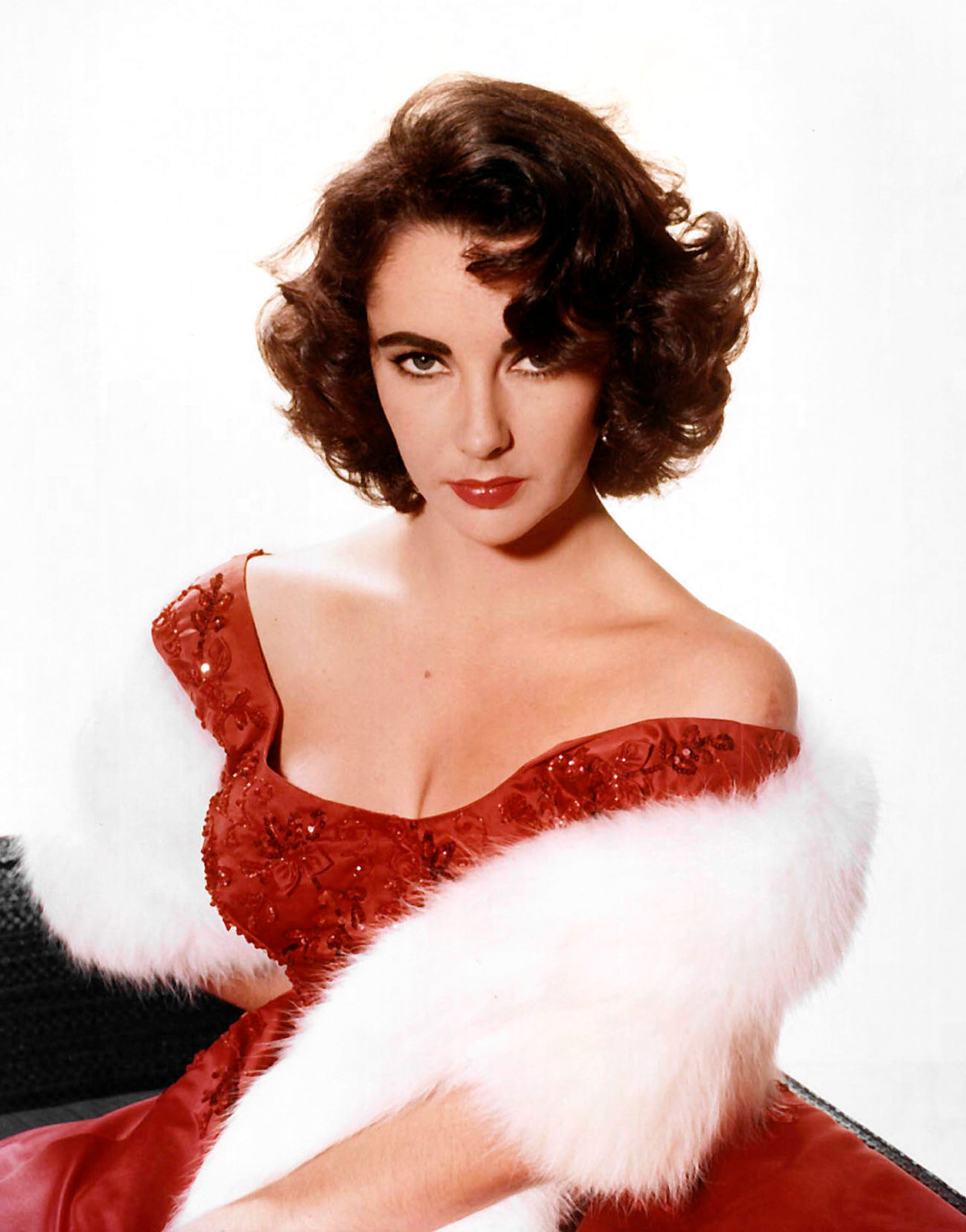
Elizabeth Taylor, actriță americană

- 1842: Stendhal (Henri Beyle), scriitor francez (n. 1783)
- 1880: Gheorghe Magheru, comandant militar român (n. 1802)
- 1894: Theodor Codrescu, editor, traducător și prozator român (n. 1819)
- 1900: Lorenzo Casanova, pictor spaniol (n. 1844)
- 1900: Nicolae Dumba, politician și bancher austriac de origine română (n. 1830)
- 1946: Gilbert Newton Lewis, chimist fizician american (n. 1875)
- 1947: Arhiducesa Louise de Austria, prințesă de Toscana (n. 1870)
- 1953: Raoul Dufy, artist francez (n. 1877)
- 1961: Alexandru Busuioceanu, eseist, poet, traducător român (n. 1896)
- 1969: Tudor Teodorescu Braniște, prozator, publicist român (n. 1899)
- 1983: Armand Lanoux, scriitor francez, câștigător al Premiului Goncourt în 1963 (n. 1913)
- 1994: Giulietta Masina, actriță, ziaristă italiană (n. 1921)
- 2008: Lella Cincu, soprană română (n. 1923)
- 2011: Elizabeth Taylor, actriță americană (n. 1932)
- 2013: Joe Weider, culturist și publicist american de origine canadiană (n. 1920)
- 2014: Adolfo Suárez, politician spaniol, prim-ministru al Spaniei (n. 1932)
- 2015: Lee Kuan Yew, primul prim-ministru al statului Singapore (n. 1923)
- 2019: Tudor Caranfil, critic de film, realizator de emisiuni TV cu subiecte cinefile și istoric de film român (n. 1931)
- 2020: Lucia Bosè, actriță italiană (n. 1931)
- 2020: Albert Uderzo, desenator și scenarist de benzi desenate francez (n. 1927)
- 2021: Hana Hegerová, cântăreață și actriță slovacă (n. 1931)
- 2021: Adina Nanu, critic și istoric de artă român (n. 1927)
- 2021: George Segal, actor american (n. 1934)
- 2022: Boris Dorfman, publicist ucrainean originar din România (n. 1923)
- 2022: Madeleine Albright, politiciană americană, secretar de stat al Statelor Unite ale Americii (n. 1937)
- 2024: Nicolae Manolescu, critic literar român (n. 1939)

## Sărbători
- Ziua mondială a meteorologiei
- În calendarul romano-catolic: Sf. Turibiu de Mongrovejo, episcop (cca. 1538-1606)